# Lederia indica
Lederia indica là một loài bọ cánh cứng trong họ Melandryidae. Loài này được Nikitsky & Belov miêu tả khoa học năm 1982.